# Saxvallen

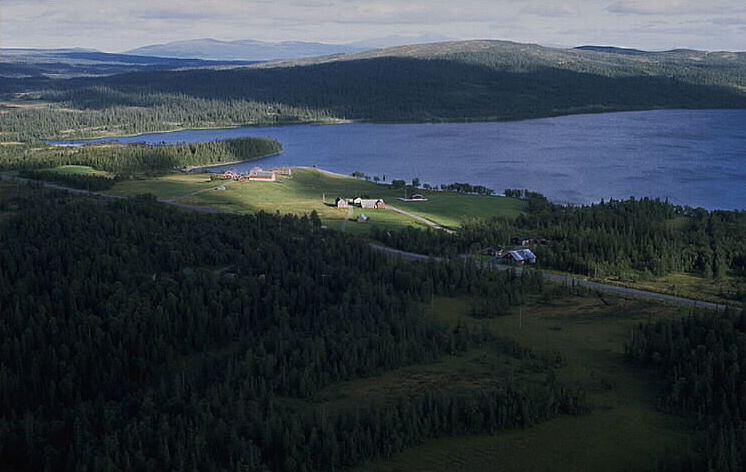
Saxvallen

Saxvallen är en by utmed länsväg 322 i Åre kommun, Jämtland. Byn ligger vid den norra stranden av Medstugusjön. Väster om Saxvallen finns Skalstugan och närmaste by i öster är Medstugan.